# Введенский район
Введенский район — район, существовавший в Кустанайской области Казахской ССР в 1944—1957 годах. Центр — село Введенка.

## История
Введенский район был образован 8 мая 1944 года. В его состав вошли Акжарский, Алешинский, Введенский, Каменский, Надеждинский и Тобольский сельсоветы Мендыгаринского района.
К 1 января 1951 года район включал 6 сельсоветов: Акжарский, Алешинский, Введенский, Каменский, Надеждинский и Тобольский.
27 ноября 1957 года Введенский район был упразднён, а его территория большей частью передана в Мендыгаринский район.

## СМИ
В районе издавалась газета «Знамя победы» на русском языке.